# Плаушевська Олена Володимирівна
Плаушевська Олена Володимирівна (нар. 21 лютого 1925, Одеса — †2007) — педагогиня, учений-філолог, кандидат філологічних наук, журналістка, краєзнавець, викладачка Ніжинського державного університету імені Миколи Гоголя. Відмінник освіти України. Учасниця Другої світової війни.

## Життєпис
Народилася в м. Одеса. Батько – Плаушевський Володимир Якович, капітан теплоходу « Вірменія», який був потоплений німецькою авіацією поблизу узбережжя Криму 7 листопада 1941 року.
З 1940 року працювала телефоністкою радіостанції порту, коректором при морській базі.
З 1947 року – початок педагогічної діяльності: вихователь спецшколи-інтернату з англійською мовою навчання.
З 1949 року О. В. Плаушевська працювала на посаді бібліотекаря та лаборанта в Одеському вищому мореплавному училищі.

## Освіта та початок наукової праці
1953 року – здобула вищу освіту в Одеському педагогічному інституті ім. К. Д. Ушинського (філологічний факультет, спеціальність «Російська мова та література»).
1957 року -  навчання в аспірантурі при Львівському державному університеті імені Івана Франка, де згодом обіймала посаду старшого викладача на кафедрі зарубіжних літератур.
1959 року – захистила дисертацію  «Антиколоніальний і антиімперіалістичний роман Джеймса Олдріджа  40-х – початку 50-х рр.» на здобуття наукового ступіня кандидата філологічних наук.

## Викладацька діяльність
Чернівецький державний університет імені Юрія Федьковича
1961 року – приступила до роботи на посаді старшого викладача кафедри зарубіжної літератури та теорії літератури філологічного факультету університету.
1962 року – була обрана на посаду доцента. Активно займалася наукою, постійно  брала участь у конференціях, працювала над докторською дисертацією з теми «Сучасний європейський антиколоніальний роман».
1962–1963 рр.  – керувала науковим студентським гуртком із зарубіжної літератури. Була ініціатором створення навчально-методичних посібників, зокрема, з античної літератури для загальнонаукових факультетів університетів України.
Із спогадів Тамари Севернюк: «Її лекції були як унікальні моновистави; вони викликали бажання робити щось своє так само глибоко, високо й натхненно. На її кафедру студенти усіх «призовів» завжди клали чи то тоненьку гілочку вересу, чи якусь невибагливу милу квітку… Знак любові, захоплення та вдячності».
Ніжинський державний педагогічний інститут імені М. В. Гоголя.
1971–1976 рр. - керувала кафедрою, продовжувала досліджувати англійську літературу й античні сюжети в західноєвропейських літературах ХХ ст. 
1976 - 1999 рр. - працювала на посаді доцента. Крім викладацької роботи Олена Володимирівна займалася вивченням наукових проблем, пов’язаних з методикою викладання російської та зарубіжної літератур. Основний напрямок наукових досліджень цього періоду – зарубіжна література ХVІІ–ХVІІІст., історія художньої культури.
З 1990 року на історико-філологічному факультеті була створена нова кафедра – історії культури, літератури та народознавства, де продовжила працювати Плаушевська О.В. Наукова робота викладачів була зосереджена на вивченні регіональної культури Полісся та радянській літературі. При кафедрі була відкрита аспірантура з теорії та історії культури. 
Був заснований «Центр регіонального вивчення культури Полісся»,  науковий збірник «Література та культура Полісся» (у 2020 р. вийшов 100-й випуск), функціонували три театральні колективи (український, російський, зарубіжний).

## Журналістська діяльність
З 1960 р. систематично виступала на радіо, друкувала публіцистичні статті з актуальних питань зарубіжної літератури й театру. Співпрацювала з газетами «Львівська правда», «Вільна Україна», «Літературна газета»; журналами «Іноземна філологія», «Радянське літературознавство» (тепер: «Слово і час»).
1992, вересень – вийшло у світ перше видання вузівської газети «Альма матер» (серед ініціаторів - Олена Плаушевська).
Член Національної спілки журналістів України.